# فينوكسيبروبازين
فينوكسيبروبازين هو مثبط أكسيداز أحادي الأمين غير انتقائي لا عكوس ومن مجموعة هيدرازين. استخدم هو مضادا للاكتئاب في عام 1961 لكنه سحب عام 1966 لأسباب متعلقة بتسمم الكبد.